# Ami Otaki
Ami Otaki (født 28. juli 1989) er en japansk fodboldspiller. Hun har tidligere spillet for Japans kvindefodboldlandshold.

## Japans fodboldlandshold
| Japans landshold | Japans landshold | Japans landshold |
| År               | Kmp              | Mål              |
| ---------------- | ---------------- | ---------------- |
| 2012             | 1                | 0                |
| 2013             | 2                | 0                |
| Total            | 3                | 0                |